# Башкортостанская митрополия
 Башкортостанская митрополия (баш. Башҡортостан митрополияһы) — митрополия Русской православной церкви в границах Республики Башкортостан. Объединяет Бирскую, Нефтекамскую, Салаватскую и Уфимскую епархии. Создана Священным Синодом 27 декабря 2011 года.
Митрополия учреждена в соответствии с вновь создаваемой трёхступенчатой структурой организации епархиального управления в Русской православной церкви, взамен существовавшей ранее Уфимской и Стерлитамакской епархии.

## Епархии

### Бирская епархия
29 июля 2017 года образована решением Священного Синода РПЦ путем выделения из состава Уфимской, Салаватской и Нефтекамской епархий.
Территория: города Баймак, Белорецк, Бирск, Учалы; Абзелиловский, Архангельский, Баймакский, Белорецкий, Бирский, Бурзянский, Зилаирский, Иглинский, Караидельский, Мишкинский, Нуримановский, Учалинский, Хайбуллинский районы.

### Нефтекамская епархия
Территория: города Белебей, Дюртюли, Нефтекамск, Октябрьский, Туймазы, Янаул; Аскинский, Бакалинский, Балтачевский, Белебеевский, Белокатайский, Благоварский, Буздякский, Бураевский, Дуванский, Дюртюлинский, Ермекеевский, Илишевский, Калтасинский, Кигинский, Краснокамский, Мечетлинский, Салаватский, Татышлинский, Туймазинский, Чекмагушевский, Шаранский и Янаульский районы.

### Салаватская епархия
Территория: города Ишимбай, Мелеуз, Салават, Кумертау; Альшеевский, Аургазинский, Бижбулякский, Давлекановский, Зианчуринский, Ишимбайский, Кугарчинский, Кушнаренковский, Куюргазинский, Мелеузовский, Миякинский, Стерлибашевский, Фёдоровский и Чишминский районы.

### Уфимская епархия
Территория: города Благовещенск, Стерлитамак, Уфа; Благовещенский, Гафурийский, Кармаскалинский, Стерлитамакский и Уфимский районы.